# Кошниця (Шентюр)
Кошниця (словен. Košnica) — поселення в общині Шентюр, Савинський регіон, Словенія. Висота над рівнем моря: 499,3 м.